# Resident Evil 5
Resident Evil 5 —cuyo título original es Biohazard 5 (バイオハザード5 Baiohazādo Faibu?)— es un videojuego de terror y de acción-aventura de disparos en tercera persona desarrollado y publicado por Capcom. Es una entrega de la serie Resident Evil y se lanzó para las consolas PlayStation 3 y Xbox 360 en marzo de 2009 y para Windows en septiembre de 2009. Se relanzó para PlayStation 4 y Xbox One en junio de 2016. La trama involucra una investigación de una amenaza terrorista por parte de los agentes Chris Redfield y Sheva Alomar de la Bioterrorism Security Assessment Alliance (Alianza de Evaluación de Seguridad del Bioterrorismo en español traducido) en Kijuju, una región ficticia de África Occidental. Chris descubre que debe enfrentarse a su pasado en la forma de un viejo enemigo, Albert Wesker, y su expareja, Jill Valentine.
La jugabilidad de Resident Evil 5 es similar a la de la entrega anterior, aunque es la primera de la serie diseñada para un juego cooperativo de dos jugadores. También ha sido considerado el primer juego de la serie principal que se aparta del género de terror de supervivencia, y los críticos dicen que se parece más a un juego de acción. Se utilizó captura de movimiento para las escenas y fue el primer videojuego que utilizó un sistema de cámara virtual. Varios miembros del personal del Resident Evil original trabajaron en Resident Evil 5. La versión de Windows fue desarrollada por Mercenary Technology.
Resident Evil 5 recibió una acogida positiva, a pesar de algunas críticas por su esquema de control. El juego recibió algunas quejas de racismo, aunque una investigación realizada por la Junta Británica de Clasificación de Películas encontró que las quejas no estaban fundamentadas. A diciembre de 2023, si se incluyen las versiones original, especial y remasterizada, el juego había vendido 13,4 millones de unidades. Es el juego más vendido de la franquicia Resident Evil sin incluir remakes, y la versión original siguió siendo el lanzamiento individual de Capcom más vendido hasta marzo de 2018, cuando Monster Hunter: World lo superó en ventas. En 2012 se lanzó una secuela, Resident Evil 6.

## Argumento

### Eventos previos
Tras el colapso de la compañía farmacéutica internacional Corporación Umbrella, todas sus armas biológicas y proyectos fueron tomadas y posteriormente vendidas ilegalmente en el mercado negro por terroristas con el fin de seguir los experimentos biológicos de la desaparecida compañía. Esto puso la estabilidad del mundo en jaque, debido a que se acrecentaban los casos de bioterrorismo, lo cual llevó a los gobiernos del mundo a la creación de la B.S.A.A. (Bioterrorism Security Assessment Alliance); la cual tiene por fin la neutralización de dichas armas y el arresto de los traficantes.
Chris Redfield y su compañera Jill Valentine (ambos protagonistas de anteriores Resident Evil), son enviados a arrestar e interrogar a uno de los ex-fundadores de Corporación Umbrella, Oswell E. Spencer, quien tras la caída de la misma se convirtió en el responsable de la muerte de cientos de miles de personas inocentes y por ende el hombre más buscado por la B.S.A.A.; pero aunque llegan hasta el escondite de Spencer, se topan con un antiguo enemigo: Albert Wesker (antiguo capitán del equipo S.T.A.R.S, y exagente encubierto de la Corporación Umbrella). Wesker (quien supuestamente había muerto a manos del B.O.W. Tyrant en el laboratorio secreto de la mansión Spencer ocho años antes) había asesinado a Spencer antes de que los agentes llegasen, entonces se desata una pelea entre los tres ex-compañeros de la desaparecida S.T.A.R.S.; Chris y Jill son superados por los sobrehumanos poderes de Wesker. Este intenta darle un golpe mortal a Chris, pero Jill se adelanta, y ambos (Jill y Wesker) caen por un ventanal a un precipicio. Chris y el resto de los agentes de la B.S.A.A. buscaron los cuerpos de ambos por tres meses pero no son encontrados, por lo tanto se les da por muertos a ambos.

### Trama
Cinco años después de los acontecimientos de Resident Evil 4, en el 2009, Chris Redfield como miembro de la B.S.A.A., es enviado a un lejano poblado africano, precisamente a Kijuju, siguiendo los pasos de un bioterrorista llamado Ricardo Irving, quien es buscado por la B.S.A.A. por vender armas biológicas a los terroristas. En la misión le asignan como compañera a una joven agente de la división africana de la B.S.A.A. llamada Sheva Alomar, junto a varios agentes regados por todo Kijuju (conocidos como el Grupo Alpha). Ambos agentes se dirigen hacia el punto de encuentro en donde se reúnen con Reynard Fisher (agente encubierto de la B.S.A.A en el pueblo). Una vez alistados, Chris y Sheva se encuentran con el primer majini, una persona infectada con una especie de organismo parásito que los transforma en salvajes seres con el único propósito de eliminar a los agentes; algo muy similar a lo que el agente Leon S. Kennedy reportó en el incidente sobre la secta religiosa en España llamada los Iluminados, quienes habían implantado unos parásitos llamados "Plaga" a los habitantes volviendolos salvajes y hostiles. Al seguir explorando, se encuentran con que Reynard fue capturado; luego, frente una muchedumbre, es ejecutado por un verdugo con un hacha. Los majini divisan a los agentes, y ambos resisten hasta la llegada de Kirk Mathison (piloto de la B.S.A.A), quien los apoya en un helicóptero.
Mientras los agentes se dirigen hacia la base del Equipo Alpha, reciben mensajes de auxilio de parte del capitán de la unidad, Dan DeChant. Al llegar al lugar, los agentes se encuentran con los cadáveres del equipo, cubiertos de lo que parece ser brea negra. Entre ellos, se encuentra DeChant, moribundo. Este le entrega un disco con evidencia de los movimientos de Irving, y luego fallece, producto de las heridas. En el camino, se enfrentan a Uroboros, un arma bio-orgánica que es una masa de pústulas negras surgida de uno de los cadáveres del equipo. Usando una incineradora, logran reducir la masa a cenizas. Chris logra contactar al cuartel general, quienes ordenan que se continúe la misión.
Yendo a la estación de tren (según los reportes de los últimos movimientos de Irving) son asaltados por majinis, debiendo Kirk intervenir de nuevo. En este caso el helicóptero es saboteado por varios Kipepeos (criaturas aladas que salen de los cadáveres de los majinis) y cae en picado. El cuartel ordena a las unidades que se dirijan al punto de impacto del vehículo, por tanto Chris y Sheva se dirigen allí. En el transcurso del recorrido, se enfrentan cara a cara contra un majini con una motosierra (similar a los vistos en Resident Evil 4). Al llegar al lugar, encuentran el helicóptero destruido y el cadáver de Kirk incinerado. En una emboscada, varios majini en motocicletas toman por sorpresa a los agentes, quienes se ven rodeados. No obstante, reciben apoyo del Equipo Delta, quienes también llegaron a la zona de impacto.
Después del ataque, Chris se reúne con el capitán del Equipo Delta, Josh Stone, que también fue entrenador de Sheva. Josh les informa de que Irving se encuentra en las minas, y le entrega una tarjeta de memoria a Chris. En ella encuentra varias fotografías de una instalación secreta, y entre ellas halla una foto de Jill, quien parece estar en una especie de estado criogénico.
Tras atravesar las cuevas, llegan hasta la posición de Irving, pero cuando intentan capturarlo, una misteriosa mujer encapuchada atraviesa la ventana y ayuda a Irving a escapar. Al llegar al final de la carretera, un camión bloquea la misma, y se abre el contenedor del mismo, liberando a Popokarimu (un murciélago con mutaciones extremas producto del virus). Sin embargo, no es rival para Chris, quien lo hiere gravemente y cae al abismo del precipicio. Tras ello, llega uno de los agentes del Equipo Delta, Dave Johnson, quien los lleva de nuevo al pueblo en un humvee.
De camino al pueblo, son atacados por varios majinis en motocicletas, pero Chris y Sheva los repelen usando las armas del vehículo. Al llegar al destino, encuentran al Equipo Delta totalmente eliminado, y a Josh desaparecido. Al bajar del humvee, Dave se adelanta para verificar los cuerpos, y es aplastado por un Ndesu (gigante que también aparece en el anterior Resident Evil). Usando las ametralladoras logran neutralizar al gigante.
Tras indagar más a fondo el lugar y enfrentarse a un sin fin de salvajes y extrañas criaturas derivadas de los experimentos del virus, siguen a Irving por todo el desierto y lo matan en su propio barco (en una forma totalmente amórfica), este antes de morir les informa a Chris y Sheva sobre una cuevas, y que allí encontrarán respuestas. Cuando cruzan el río en un barco, Chris y Sheva llegan hasta las cuevas y siguen indagando por el subterráneo hasta llegar a un lugar que parece un laboratorio abandonado de Umbrella donde encuentran un archivo sobre una mujer rubia muy parecida a Jill. Chris llega a la conclusión de que Irving era sólo un traficante de bioterrorismo, y de ser así, los verdaderos terroristas y orquestadores del caos debían de ser otras personas. Chris decide buscar a Jill siguiendo y husmeando en el laboratorio, donde conocen a una misteriosa mujer de nombre Excella Gionne, que no sólo les advierte que se vayan de ese lugar, sino también les dice que no tiene idea de quién es Jill y se va del lugar. No obstante Sheva piensa que Excella está mintiendo y ofrece su apoyo a Chris en seguir a Excella a los sótanos del lugar.

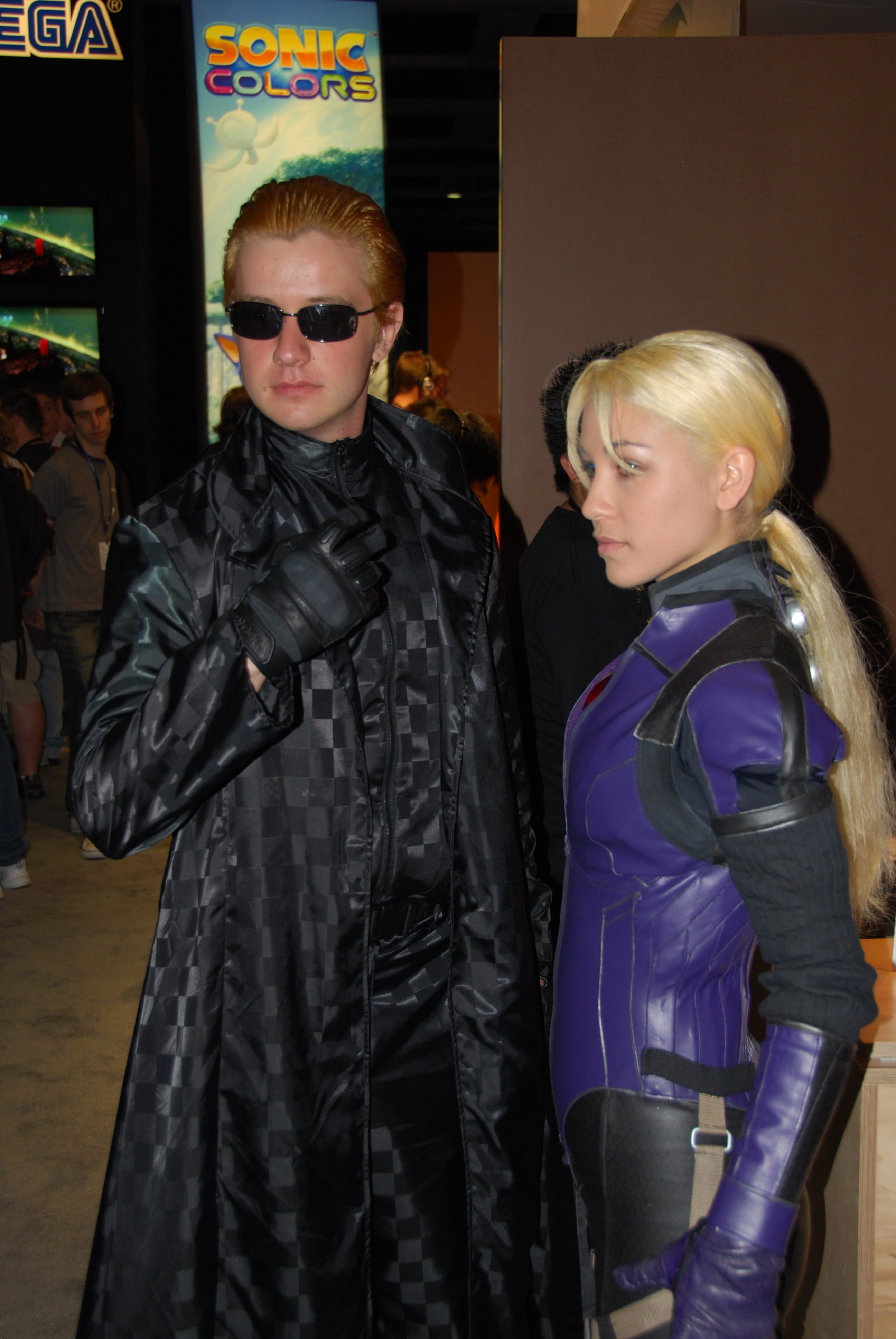
Cosplay de Albert Wesker y Jill Valentine de Resident Evil 5.

Una vez que ambos llegan a donde está Excella, son atacados por la mujer con máscara, quien no sólo era la cómplice de Irving sino que es la guardaespaldas de Excella. Cuando Chris y Sheva están a punto de ser vencidos, Chris logra darle un disparo certero en la cara a la mujer pájaro causando que su máscara se rompa, es entonces que una voz muy conocida para Chris se hace presente, Albert Wesker. Chris no se hace esperar y ataca sin piedad a Wesker para hacerle pagar por lo de Jill. Sin tener éxito, Chris es sometido por Wesker con facilidad y le dice que no debe odiarlo, pues su compañera Jill no está muerta y que seguramente "una persona se pondrá muy feliz de verlos". Entonces Wesker le retira la capucha a la mujer "guardaespaldas" y Chris observa asombrado que se trata de Jill. Sin responder a sus preguntas y sin mediar palabra con él, Jill ataca sin piedad a Chris y a Sheva. Chris le reclama a Wesker por lo que le ha hecho a Jill, Wesker responde que "es la única y la misma, sólo que esta vez está de su lado y que ha llegado el momento de arreglar las cuentas, después de todo ahora son dos contra dos". Tras una larga pelea, justo cuando Jill está a punto de matar a Chris, él la llama por su nombre completo y entonces Jill lo suelta y Wesker, al darse cuenta, usa un control remoto con el cual la controla, y ella comienza a retorcerse del dolor por el dispositivo que le implantaron en el pecho, pero no puede negarse a obedecer mientras siga bajo el control del mismo. Wesker observa y decide que quizás es mejor dejar a los “compañeros” solos, pues necesita ocuparse de su plan final y tras irse deja todo en manos de Jill. Chris y Sheva ahora saben que si logran quitarle a Jill ese aparato del pecho, podrán volverla en sí.
Aunque no les resulta fácil, Chris logra extirparle el dispositivo con lo que Jill vuelve en sí pidiéndole disculpas a ambos, y les explica que podía escucharlos y mirarlos, pero no podía detener sus acciones. Tras una breve conversación, Jill les dice que deben detener a Wesker antes de que propague el virus Uroboros por todo el mundo. En la conversación, al observar la insistencia de Chris para que los acompañe, Jill le pregunta a él qué si no confía en su nueva compañera o por qué no se va y detiene a Wesker, tras comprenderlo, Chris y Sheva se miran y saben que se ha creado un lazo de amistad y responsabilidad muy fuerte y deciden seguir la misión dejando a Jill sola para que descanse.
Chris y Sheva se infiltran con éxito en el barco desde donde Wesker planea liberar el virus. En uno de los camarotes se encuentran con Excella; ambos fracasan en detenerla, y en su huida se le cae un maletín, que se abre desperdigando su contenido. El maletín contenía inyectables denominados PG67A/W (diferentes teorías asolan sobre este acrónimo, pero una de las posibles teorías con más fuente es Progenitor ``G´´ XX67 Albert Wesker), siendo un tipo de suero que controla y regula el virus dentro de Wesker, evitando que eclosione y sufra una mutación. Cuando los agentes llegan hasta una especie de bodega de carga llena de cuerpos muertos de los Majinis, se encuentran con una Excella moribunda retorciéndose de dolor al saber que Wesker la ha infectado con el virus Uroboros. Mientras, Excella le pregunta a Wesker el por qué, si todo lo que ella hizo fue por él, por lo que sentía por él y porque iban a cambiar el mundo juntos. Con su último aliento, Excella grita el nombre de Albert y es transformada en una mutación del Uroboros. No obstante, Sheva pregunta asombrada el por qué de la actitud de Wesker, a lo que Chris responde: "Wesker no necesita a nadie más que a él mismo". En tanto, Wesker está observando desde la cabina de control, y a través de un altavoz les habla de que pronto serán testigos del nuevo génesis del mundo cuando todos sean contagiados con el Uroboros. La pila de cadáveres empieza a mutar, convirtiendosé en Uroboros tipo Aheri, una bestia imponente. Después de destruirlo, vuelven a la sala de control y Chris recibe una transmisión de Jill, en la cual Jill les dice que Excella aplicaba un suero a Wesker el cual se llamaba PG67A/W. Sheva saca una dosis que se encontraron en la huida de Excella y se la da a Chris. Después de ello, empiezan a dar caza a Wesker, que planea esparcir el Virus Uroboros por todo el planeta en un avión diseñado para llevar los misiles que contienen el virus, y acondicionado para esparcirlo. Los Agentes llegan hasta la zona de despegue, en donde Wesker los esperaba. Después de una intensa batalla, Sheva logra someter a Wesker, y de esta manera Chris logra inyectarle la sobredosis del suero. Aun a pesar de la inyección, Wesker logra escapar hacia el avión. En un combate cerrado, Chris abre la compuerta del avión para que Wesker salga volando, pero este se agarra de Sheva. Esta decide soltarse, y Chris, quien tiene un flashback de lo ocurrido con Jill al intentar detener a Wesker, decide que no ocurrírá lo mismo dos veces. Chris logra sujetar a Sheva, y esta desenfunda su arma y dispara Wesker a quemarropa, quien sale despedido de la bodega, supuestamente muerto. El avión cae en picado sobre un volcán en una isla inhabitada.
Chris y Sheva, que apenas sobrevivieron al impacto, y salen de los restos del estrellado avión. En eso, aparece Wesker, seriamente malherido, diciendo que "la pelea apenas había comiendo". Luego perfora uno de los contenedores con el virus, y muta, haciéndose más grande y fuerte. Tras la pelea más fuerte y definitiva, las rocas donde estaban ellos colapsan y comienzan a desmoronarse causando que Wesker caiga a la lava hirviendo. Chris y Sheva, a punto de sufrir el mismo destino, se salvan cuando aparece un helicóptero piloteado por Josh. Desde el helicóptero, Jill extiende una escalera plegable para que suban y escapen. Cuando piensan que están a salvo, la voz furiosa de Wesker gritando el nombre de Chris retumba ante todos. Aún en la lava, intenta arrastrarlos a la misma con sus tentáculos (producto de la mutación). Chris y Sheva, usando unos lanzacohetes, logran darle el tiro de gracia final a Wesker, quien finalmente muere por la explosión. Por fin todo parece haber terminado; es entonces donde Chris se pregunta si toda esta lucha vale la pena para un mundo sin miedo, cuando llega a la conclusión de que sí vale la pena mientras el helicóptero se pierde entre el amanecer.

## Reparto de voz
En Resident Evil 5 varios de los personajes que regresaron sufrieron cambios en los actores de voz, siendo el personaje de Chris Redfield interpretado por Roger Craig Smith, para el personaje de Sheva se escogió a la actriz Karen Dyer; Las grabaciones se realizaron en Estados Unidos, para los diálogos en suajili utilizados en su mayor parte por Los Majinis, se realizó en una locación estadounidense con actores africanos y afrodescendientes asentados en Estados Unidos.
A nivel internacional, Resident Evil 5 solo posee un doblaje completo, realizado por IG Studios, este mantiene varios de los dialogos en suajili, reemplazando solo las voces en inglés, el doblaje de IG Studios contó con la participación de actores de doblaje de 4 países hispanos, Argentina, Chile, México, y Venezuela.
| Personaje         | Actor de voz en inglés | Actor de voz en español |
| ----------------- | ---------------------- | ----------------------- |
| Chris Redfield    | Roger Craig Smith      | Javier Gomez            |
| Sheva Alomar      | Karen Dyer             | Cecilia Valenzuela      |
| Albert Wesker     | DC Douglas             | Adrían Wowczuk          |
| Jill Valentine    | Patricia Ja Lee        | Natalia Bernodat        |
| Josh Stone        | T.J. Storm             | Óscar Flores            |
| Excella Gionne    | Nina Fehren            | Mara Campanelli         |
| Dan DeChant       | Douglas Rye            | Enrique Cervantes       |
| Ricardo Irving    | Allan Groves           | Marcos Abadi            |
| Kirk Mathison     | Chris Mala             | Sebastián Rosas         |
| Ozwell E. Spencer | Adam Clark             | Dany de Álzaga          |
| Dave Johnson      | Reuben Langdon         | Óscar Olivares          |
| Reynard Fisher    | Liam O'Brien           | Marco Antonio Espina    |

## Personajes
Chris Redfield
Antiguo miembro de los S.T.A.R.S., fue uno de los supervivientes del incidente de la mansión. También le vimos tratando de rescatar a su hermana Claire Redfield en unas instalaciones de Umbrella en la Antártida. Después de la caída de Umbrella, junto a Jill Valentine, se unió a la BSAA. Ha colaborado en muchas misiones de antibioterrorismo, obteniendo de ese modo una gran fama y reputación en todas las divisiones de la BSAA.
Sheva Alomar
Miembro sumamente importante de la BSAA División de África Occidental. Cuando era niña, sus padres murieron y ella fue criada por una guerrilla local. Pero no quería permanecer en ese mundo y se marchó a los Estados Unidos gracias a un misterioso benefactor. Una vez allí, se unió a la BSAA para poder ayudar a su subdesarrollado continente.
Albert Wesker
Él es la mente maestra detrás de todo lo ocurrido en el juego. Al final del Resident Evil se descubre que se trata de un agente de Umbrella infiltrado en los S.T.A.R.S., y desde entonces se ha convertido en el peor enemigo. Después de inyectarse un virus experimental, es capaz de usar habilidades sobrenaturales. En este juego se revelan datos importantes sobre su origen. Se presume su muerte al final del juego.
Durante los últimos capítulos, se enfrentan tres veces: La primera, será en las ruinas junto con Jill. Este enfrentamiento se trata de resistir siete minutos, escondiéndose y disparándole con un arma potente cuando esté distraído, de este modo no podrá esquivar las balas; El segundo enfrentamiento tendrá lugar en el barco, donde se debe disparar con un lanzamisiles cuando esté desprevenido, al principio detendrá el proyectil y se le tendrá que disparar con cualquier arma para que explote, es ahí cuando quedará algo aturdido y dará la oportunidad de inyectarle el suero. El tercer enfrentamiento surgirá inmediatamente después del anterior, tras haberlo seguido hasta su nave y estrellarse en la zona del volcán. En esta parte, Wesker se une con el Uroboros y le proporciona nuevas habilidades, por ejemplo unirse a ciertos trozos de metal con los que puede golpear causando la muerte instantánea de Chris o de Sheva. Gracias a haberle inyectado un suero negativo previo a esta pelea, ya no posee la habilidad de esquivar las balas, lo que permitirá poder matarle, sin embargo su único punto débil es el centro del pecho. Al final, Chris y Sheva son rescatados por un helicóptero pilotado por Josh. Cuando suben se dan cuenta de que Jill también se encuentra ahí. Cuando están por alejarse del volcán, Wesker usa sus tentáculos para agarrar al Helicóptero, sin embargo Jill les da dos lanzamisiles a Chris y a Sheva que terminan por decapitarlo, y lanzando sus restos al volcán a punto de entrar en erupción.
Para derrotar a Wesker de manera definitiva, se debe guardar un lanzacohetes con munición. Cuando se tenga el control de Chris o Sheva, el jugador deberá caminar directo hasta que el camino se derrumbe (siempre caerá Chris), usando a Chris simplemente debe mantener alejado a Wesker de Sheva (se recomienda usar el lanzagranadas explosivo), hasta que ella llegue hasta donde está él, pero antes el jugador debe tumbar una roca para que la use como puente. Finalmente hay que dispararle hasta que revele su punto débil, teniendo cuidado de su tornado, que mata de forma instantánea, y dispararle con el lanzacohetes, que lo mata de forma definitiva.
Otra forma de matarlo sin usar un lanzacohetes es cuando se muestra su debilidad, acercarse y presionar el botón que aparecerá, tras ello tu compañera(o) se acercará y lo apuñalará pero se deberá apretar repetidamente el botón correspondiente (de uno y de dos sirve) 
Excella Gionne
Es la responsable de las operaciones de la compañía Tricell en África y es la compañera de Wesker en sus planes. Ella quería dominar el mundo junto a su "amigo", pero Wesker la traicionó al inocularle el virus Uroboros.
Jill Valentine
Una integrante femenina del equipo Alpha de los S.T.A.R.S. que consiguió escapar de la mansión, y que después luchó contra el B.O.W. "Nemesis" en las calles de Racoon City, sobreviviendo a la destrucción de la ciudad. Antes de viajar a África, Chris y ella fueron a tratar de capturar a Spencer, uno de los altos miembros de Umbrella, pero se encontraron con Wesker, quien ya había asesinado a Spencer. En el enfrentamiento, Wesker casi logra terminar con Chris, pero en ese momento Jill se sacrificó para matar a Wesker. Al no aparecer su cadáver, se la da por muerta, y puede verse a Chris visitando su tumba. Sin embargo, se revela que la mujer enmascarada finalmente es ella,y la hizo parte de Umbrella para destruir el BSAA.
Ricardo Irving
Traficante ilegal de armas biorgánicas y un terrorista. Es una persona de carácter débil, que se deja corromper ante cualquier dificultad. Actualmente es un agente de la corporación Tricell. De acuerdo con sus propias palabras, él no es como los demás terroristas, sino un "Hombre de negocios con principios". Al no poder detener a Chris y Sheva, se inocula el parásito de La Plagas que le dio la mujer misteriosa por si no podía vencerlos. Termina mutando en una criatura acuática gigante parecida a un pez, cuya boca se abre en tres partes, posee tentáculos y un bulto naranja en su cabeza que es uno de sus puntos débiles. La lengua de la criatura posee lo que quedó del cuerpo de Irving, siendo esta el punto débil principal de la bestia.
Ozwell E. Spencer
Uno de los fundadores de Umbrella, en las anteriores entregas nunca se le vio en persona o físicamente, solo se sabía de él gracias a otros personajes o se le hacía referencia en forma simbólica. Tras la caída de Umbrella se convirtió en un fugitivo, ahora la edad lo ha confinado a estar en una silla de ruedas y conectado a un electrocardiógrafo. Fue asesinado por Wesker cuando ya era un anciano senil.
Se combatirá contra esta temible oponente en dos ocasiones; el primer encuentro luchará junto a Albert Wesker en el cual sólo disparará y atacará hasta que pasen siete minutos (o se le pueda debilitar antes a Albert). El segundo encuentro se da cuando Jill lucha ella sola contra Chris y Sheva después que Wesker decida marcharse. El objetivo es remover el dispositivo de control implantado en el pecho de Jill; dispositivo encargado de suministrar continuamente el P30 que somete a Jill a las órdenes de Wesker y Excella Gionne.
Josh Stone
Un teniente muy respetado por la BSAA. Es una persona tenaz y capaz de ingeniárselas para salir con vida una vez más. Fue el tutor de Sheva Alomar, y ella le tiene mucho afecto ya que le enseñó muchas de las tácticas que sabe ella y le guio en un camino más apacible y sabio. Combates junto a él a las hordas de los infectados y tendrás que protegerlo en una ocasión de un Majini con una motosierra eléctrica mutado.
Capitán Dan DeChant
Líder del Equipo Alpha de la BSAA África Occidental. Cuando se dirigía a encontrarse con Ricardo Irving, él y el resto del Equipo Alpha fueron asesinados por el virus Uroboros.
Kirk Mathison
Miembro de la BSAA África Occidental, piloto del helicóptero y se encarga de dar apoyo aéreo a Chris y Sheva, también es el quien da las instrucciones de la misión. En Kijuju es atacado por los kipepeos que derriban el helicóptero, al caer, los Majinis lo queman vivo.
Reynard Fisher
Agente de la BSAA encubierto dentro de Kijuju que se hizo pasar por un carnicero para que cuando Chris y Sheva entraran, fuera él quien les diera armamento. Es atrapado y sentenciado a muerte durante la asamblea pública y, por tanto, el Majini verdugo lo decapita.
Dave Johnson
Miembro del Equipo Delta de la BSAA África Occidental, llega en busca de Chris y Sheva tras derrotar al Popokarim para llevarlos nuevamente al pueblo. Muere cuando Ndesu lo aplasta.

### Enemigos
Majini Pueblo
Al contrario de lo que podría parecer al principio, estos enemigos no son zombis, sino que una variante más mortífera de las plagas de RE4. Wesker logró evolucionar a Las Plagas a una forma que necesita solo segundos para transformar a sus víctimas, no horas como en el juego anterior. Esta vez la víctima sufre convulsiones y sus ojos se llenan de sangre, hasta que la víctima pierde control total de su cuerpo y su fuerza y violencia se incrementan considerablemente. A pesar de estar controlados por las plagas, los Majini llevan una vida que podría considerarse normal, con la diferencia de que prefieren la carroña (se deduce por el venado destazado que se encuentra al principio del juego). Estos son los enemigos más comunes del juego, y sus ataques consisten en golpearte con diferentes tipos de armas: botellas, tubos de metal, cuchillos, incluso sus mismos puños.
Allyson
Una habitante de Kijuju, muere a manos de Chris y Sheva al ser infectada por los majinis del pueblo. (Su aparición es usada, básicamente, como una introducción a la mutación causada por el virus, el cual es similar a los parásitos de la entrega anterior).
Los Ndipaya
Son indígenas de las tierras cercanas a Kijuju. También fueron expuestos al virus y se utilizan como conejillos de indias. Pueden formar enormes grupos para atacar y asesinar a la presa. Usan lanzas, escudos de madera, guantes con bordes aserrados y sus brazos.
Los que usan máscaras o antorchas son los líderes y por lo regular más resistentes.
Majini Base
Los majini tenían también reservas militares por sus tierras, estos hombres son mucho más resistentes y fuertes que los otros, pues tienen otro tipo de Plaga en su interior. Son increíblemente rápidos y feroces, pueden usar hachas, barras aturdidoras, escudos de acero, cuchillos y su enorme fuerza.
Majini hombre alto
Esta clase de majini, es al principio muy parecida al majini del Pueblo común, poseen una fuerza devastadora que lograra aturdir al jugador si se está desprevenido. Su ataque principal es un ataque de brazo parecido a un gorila, en el cual levantara sus brazos golpeando hacia abajo. No son muy difíciles de vencer, ya que se necesita de unos 10 a 15 disparos para derrotarlo.
Su característica principal, es que suelen ser más grandes que los Majini común. Son calvos y presentan largos bigotes que suelen Legar al menton. Suelen ser devastadores al atacar en grupo con los demás Majini, y serán muy difíciles de vencer al no tener munición y recurrir al cuchillo ya que suelen ser impacientes y ejecutan varios golpes para mantener el espacio. en Resident Evil 5 de PlayStation 3 y de la Xbox 360, permiten desbloquear un logro al ejecutar una maniobra de ataque contra el, en este hay que obligrar al Majini hombre alto a arrodillarse, sin matarlo, realizar un golpe de frente, seguidamente el compañero, (Chirs o Sheva) ejecutara un golpe secundario en el que el jugador rematara con el golpe final. Este ataque no es posible de realizar a un Majini normal, ya que los golpes o lo mandaran a volar o posiblemente sea derrotado. El Majini hombre alto como muchos enemigos más poderosos como el Majini motosierra, el Majini Verdugo entre otros, atacara a los majini normales si están en su camino.
Majini Gigante
Este es un hombre con una fuerza y tenacidad increíbles. En cierto punto, estos tipos de enemigos no son invencibles aunque lo parezcan, y sirven de tapadera para impedir el acceso a sitios clave. Seguirán al jugador por toda la zona, y sus ataques pueden ser brutales. Sería mejor huir de ellos, aunque se podrían matar disparándoles son un arma potente en el cuerpo, ya que su máscara lo cubre, y después de dañarlo acércarse a él para darle un buen golpe. Quizás su única desventaja sea su lentitud, que cabe mencionar que no es mucha, y que a veces puedes esquivarlos rápidamente. Otra debilidad consiste en que después de varios disparos (escopeta o rifle preferiblemente) retroceden, y son vulnerables a un golpe gratis. Tienen varios golpes. Puede aplastar con su mazo y hacer mucho daño, el más devastador consiste en ataques que aturden y pueden matar fácilmente. Si se pasa demasiado cerca de ellos y se enojan, darán una patada que mandará a unos dos metros del lugar, otro golpe que pueden dar, si ya tienen demasiado tiempo luchando, hace que se agiten y empiezan a hacer algo parecido a una danza-ritual, se abalanzan sobre el objetivo, lo derrumban y luego lo rematan con dos increíbles golpes con el mazo. Aunque el jugador tenga una buena escopeta o la magnum, es bastante fácil de matar. La mayoría de ellos, portan un mazo gigante con púas afiladas y ensangrentado.
Majini Gatling
Este enemigo abrirá fuego sobre ti en cuanto te pongas en su punto de mira. En ocasiones se desplazará hacia una posición de ventaja, y mientras tanto no disparará. Su Gatling solo podrá empezar a disparar cuando sus cañones estén girando a toda velocidad: harán un ruido característico que te servirá de pista sonora para cubrirte. Las balas avanzarán de forma visible hacia tu posición, así que tendrás tiempo para escapar o agacharte. Si te acercas demasiado, te lanzará lejos para poder volver a dispararte. Lo mejor contra estos tipos es colocar minas en toda el área de batalla, ya que su punto débil son las explosiones, estas lo aturdirán por unos segundos, momento que debe ser aprovechado para darle un puñetazo en el rostro, y probablemente, el golpe de gracia o en el caso de Sheva una potente patada giratoria de revés.
Majini en motocicleta
A estos enemigos nos los encontraremos al final del capítulo 2, como su nombre lo indica son majinis que conducen en motocicleta, en esta parte del juego estaremos en una torreta colocado en la parte trasera de un vehículo de la BSAA indiscriminadamente que nos encontremos jugando con Sheva o con Chris. Estos enemigos tan particulares su único objetivo es de destruir nuestro vehículo, aunque contaremos con una torreta de munición infinita para hacerles frente no podremos usarla de manera indiscriminada, aunque no nos tomara mucho tiempo descubrir que si disparamos en el lugar indicado la motocicleta explotara,o bien disparar al conductor y veremos como se cae de la motocicleta, nuestros enemigos nos arrojaran bombas molotov, hachas entre otras, durante este nivel también encontraremos majinis que conducen enormes vehículos llenos de majinis en la parte trasera.
Majini verdugo (rojo)
Esta forma evolucionada del primer jefe del juego es un enemigo muy fuerte, siendo su único punto débil una zona rosa que crece en la parte superior de su espalda. Solo puede ser encontrado en el nivel de la Prisión, perteneciente al modo de juego denominado "Los Mercenarios".
Cephalo
La mutación se produce en el momento de su muerte. Tras unas convulsiones, un enorme tentáculo con púas brotará de la cabeza del majini afectado. El resto del cuerpo del majini se moverá con agilidad: podrá subir por escaleras y abrir puertas para golpearte o apuñalarte con su nuevo apéndice. Los Cephalo son muy peligrosos y te atacarán incluso si los dejas tumbados.
Duvalia
A esta forma mutante le brota una cabeza de dimensiones gigantescas y casi cómicas, con una caja torácica que cuelga de su costado, como si fuera lo más normal del mundo. El Duvalia elige un blanco y lo bombardea sin piedad: incluso espera debajo de las escaleras a que su víctima se mueva. El monstruo no puede saltar ni subir escaleras, así que puedes mantenerlo a distancia si el mutante termina en un lugar del que tú puedes escapar pero él no. Es capaz de noquearte de un cabezazo o su cabeza se abrirá y triturará con sus fauces al personaje que agarre. Contra este enemigo es recomendable guardar la distancia suficiente para que no te engulla, disparándole con una escopeta a las piernas para hacer que caiga de rodillasabra sus fauces, momento que puede ser aprovechado para disparar a su mayor punto débil. Si quieres una forma fácil de matar a estas criaturas, solamente lánzales una granada cegadora. Antes de enfrentar a Excela, un Duvalia especial guarda la última llave, la diferencia con el resto consiste en que este nunca abre la "boca" y sus piernas están blindadas, por lo que su único punto débil es el pedazo de carne que antes era su torso. La forma más fácil de matar a estas criaturas es lanzándoles una granada cegadora.
Majini verdugo
Este enemigo avanza lentamente pero con paso firme mientras arrastra su hacha. Puede subir escalones pero no escaleras de mano, aunque en los niveles de dificultad superiores saltará con más fuerza para perseguir al jugador. Su hacha puede destrozar los puestos del mercado o hacer agujeros en las chabolas. También puede herir a otros Majini que se interpongan en su camino.
Se trata del primer jefe que enfrentas en el juego, por lo que tu armamento se ve limitado a la pistola M92F y la ametralladora VZ61 si te apresuras a recogerla, aunque no es necesario tenerla. Ni bien el verdugo destruya la reja que te impedía acceder a la otra zona, dirígete a la derecha para encontrar un barril, explótalo cuando el verdugo pase cerca y remátalo con un golpe especial, después otro barril, o sigue disparándole a la cara hasta que vuelva a aturdirse. En esta batalla es recomendable ignorara a los Majini, al menos que ya sean demasiados, o necesites municiones.
Adjule
Estos perros utilizan su rapidez y agilidad para esquivar tus disparos. Además, te obligarán a apuntar hacia abajo para acertar en el blanco. Su ataque normal consiste en tumbar a su víctima y acercar la cabeza. También cuentan con un ataque a media distancia, en el que sus cabezas se dividen, provocando la aparición de tentáculos.
Majini con motosierra
Este enemigo te perseguirá sin descanso con su motosierra: puede llegar al piso de arriba de un salto, sin necesidad de escaleras, aunque no puede colarse por una ventana. En los niveles de dificultad superiores, un majini con motosierra puede revivir después de pasarse un buen rato haciéndose el muerto. Entonces entrará en un estado de locura mucho más salvaje en el que intentará golpearte con su motosierra. Sus ataque son únicamente dos: golpearte con el lado sin filo de la sierra, o ponerse a cargar el golpe para decapitarte de un solo tajo. Su punto débil es cualquier parte de su cuerpo, la cara incluida, y puede ser aturdido con los barriles también posee una variante más resistente con pantalones azules y un saco de color más claro.
Los Cocodrilos
Fueron experimentos de sobra de la compañía Tricell. Son reptiles y albinos, que pueden devorar a su presa vorazmente. Abundan en los pantanos, junto con los Ndipaya, y pueden matar al instante. Si se acercan demasiado a ellos, engullirán y la muerte le llegará enseguida al jugador, no hay forma de evadir este ataque. Lo mejor es huir de ellos o, en el peor de los casos, dispararles con el rifle o la escopeta a una distancia razonable. Aparecen en pocas ocasiones. Se les puede matar de un balazo de una magnum o de la escopeta Hydra, pero lo mejor es apartarse de su camino, ya que no dejan caer objetos.
Popokarimu
Uno de los experimentos biológicos más solicitados y vendidos por los terroristas. Esta arma biológica consiste en la mutación en extremo a un murciélago, con el virus Uroboros, causando la aparición de una criatura enorme y alada, puede dar zarpazos con las garras y dar volteretas para aplastar a sus oponentes, también es capaz de escupir una sustancia viscosa y pegajosa para atrapar a sus presas, aunque también puede lanzar un alarido que deja aturdida a su víctima. Su único punto débil es en el vientre, donde concentra todo su ser, y protege a como dé lugar. Para poder atacar ese punto hay varias maneras de matarlo: se le puede voltear con una gran explosión y empezar a dispararle allí cuando quede indefenso, o un personaje lo distrae por el frente mientras el otro lo ataca por atrás (no le prestará atención si está detrás de él a menos de que se le acerque mucho), entre otras formas de matarlo.
El Gigante (Ndesu)
Un arma biológica desarrollada por Tricell. Es similar a su versión anterior, pero ahora tiene distintos rasgos que le distinguen del antepuesto, ya visto antes en Resident Evil 4. Principalmente hay que atacar a su cara, después de esto habrá que dispararle a los parásitos que salgan de sus cicatrices para revelar un parásito aún mayor saliendo de su espalda, su principal punto débil, se le puede derrotar en dos turnos, ya que a la tercera aparecerán 6 parásitos. Tiene un ataque que consiste en dar un placaje, lanzar una roca o golpear con un poste eléctrico, el jugador solo tendrá que disparar a las piernas para que no haga nada.
Irving (Especial)
Se inyecta el tipo de Plaga más poderosa, la Plaga de Control, sin tener otro plan de alternativa para acabar con los miembros de la BSAA, Chris y Sheva. Toma una forma gigantesca y con aptitudes acuáticas. Para este enemigo es necesario usar las torretas y lanzamisiles que hay en el barco a menos de que el jugador tenga la magnum o rifle de precisión y atacarlos con ellos, tras varios golpes al punto anaranjado en la frente del monstruo, la bestia se colocará en la parte trasera del barco, aquí deben ser utilizadas las ametralladoras del barco contra la "lengua", que no es otro más que el cuerpo original de Irving. Debe tener cuidado y mantenerse alerta porque tendrá que pulsar botones para esquivar sus ataques, que podrían resultar mortales.
Nota: Este enemigo es parecido a los Gravoids de la película homónima, solo que este es acuático y tiene tentáculos.
Uroboros
El Uroboros es un tipo de virus basado en el virus Progenitor que puede cambiar el aspecto de un ser humano. El organismo del huésped de dicho virus debe tener un prestigioso ADN y una vigorosa sangre para que pueda controlarlo, de lo contrario, el virus rechaza a su huésped y empieza a transformar todas las células del mismo en pequeñas pústulas negras parecidas a sanguijuelas que emergen de la piel del sujeto, dando lugar a una entidad repleta de gusanos negros y con órganos palpitantes que busca absorber la materia orgánica de otros entes para favorecer su crecimiento. Es una criatura bastante torpe, pero puede ser letal si no se le extermina deprisa. Puede dar fuertes volteretas con sus brazos (ya sea a corto o largo alcance) o puede empezar a devorar a su víctima con todo su ser. Su punto débil son los órganos gigantes amarillos en sus hombros. El fuego es la primordial arma ante esta atrocidad y puede matarlo fácilmente, aparecen 3 durante el juego:
Uroboros:responsable de la muerte del equipo Alpha de la BSAA. Existen dos formas de derrotar a esta criatura: disparándole sin piedad o meterlo en el horno, pero esta última opción no da un valioso collar que es destruido por el fuego.
Uroboros Mkono:Producido en el laboratorio, más feroz que el primer Uroboros, sus brazos representan un enorme problema, pues con ellos intentará destruir e impiden acercarse a él. De ahí el nombre de este Uroboros, "Mkona" ("brazo" en swahili).
Uroboros Aheri: El más resistente y último Uroboros al que se enfrentan Chris y Sheva. Es Excella infectada con el virus Uroboros (se lo inyecta Albert Wesker), después de que este le rechazara, la consume, y se alimenta de los cadáveres cercanos, lo que la hace crecer desmesuradamente. Este enemigo tendrá varias zonas donde atacarle, en las cuales se puede atacar con armas de fuego, pero es recomendable destruirlas con el rayo-láser. El nombre de este Uroboros viene de la posición que ocupa en el barco, "Aheri" ("borde" ó "límite" en swahili).
U-8
Ser con forma de araña gigante creado a base de Las Plagas y virus Progenitor, su caparazón es una mutación de varias criaturas con caparazones resistentes. Es una de las armas biológicas que más adquieren los terroristas ya que su resistencia a diferentes tipos de armas es impresionante. Se cree que puede aguantar el disparo de una lanza misiles al ser su nombre-código "U", por Ultimate, ya que se cree que es el arma biológica definitiva, sus ataques son golpear la plataforma para aturdir, ataques de tijera, y en el último pone expuesto su saco abdominal para liberar unos pequeños B.O.W's voladores que en si parecen unos pequeños colibríes, pero se les tiene que eliminar. Para eliminar a esta bestia es necesario llevar granadas normales, primero debe dispararse a los puntos anaranjados de sus patas con una pistola o una escopeta, tras unos disparos la bestia quedará derribada; una vez hecho esto hay que acercarse a la boca y presionar el botón necesario, esto hará que la bestia se trague la granada y le explote la cara, esto dejará expuesto el cerebro, lo cual es su verdadero punto débil, con tres veces bastará para dejarlo totalmente expuesto. Aun así, es necesario derribar al U-8 de nuevo, ya que es más difícil apuntarle, y como punto débil adicional, dispararle en la boca con una escopeta.
Lickers
Criaturas conocidas que aparecen dentro de los laboratorios de Tricell. Son ciegos, pero cuando perciben algún movimiento atacan fieramente con sus lenguas y sus garras. A lo largo del juego, aparecen en grupos de 3 ó 4 en diversas zonas. Una forma de evitarlos es sólo, en presencia de un liker, caminar y no correr, ni dispararles ya que son incapaces de ver. Se recomienda el lanza-granadas, la magnum, la escopeta (realizando un disparo cercano) o el rifle de precisión para acabar con ellos.
Reaper
Una suerte de cucaracha gigante, tiene extremidades que se regeneran rápidamente si son destruidas y una armadura pesada resistente a las balas, lanza una sustancia que impide fijarla con las armas. Se recomienda usar el lanzagranadas, armas explosivas o un rifle para evitar estar demasiado cerca, o disparando a las pustulas amarillas que muestra al abrir su pecho y hombros en el orden en el que los enseñe, si se aciertan todos los disparos con cualquier arma es fácil de aniquilar. Esta criatura es un rival de cuidado, ya que solo tiene dos ataques: si tienes una distancia media y puede alcanzarte, te mandará a volar. Pero su ataque más peligroso es el que hace si estás muy cerca de él: la bestia te agarra y te empala con sus garras, lo que provoca la muerte instantánea.
Kipepeo
segunda mutacio sale de la espalda del majini, son armas bio-orgánica voladora que se desprende de algunos Majinis al recibir daño en la cabeza, su ataque consiste en engancharse a la cabeza de los protagonistas.
Arañas (Bui Kichwa)
Armas bio-orgánicas, parecidas a arañas, su ataque consiste en engancharse y absorber la sangre de su presa. Son muy débiles y es fácil matarlas con tan solo 1 o 2 disparos.
Guardián de la locura
Es una criatura deforme cubierto tiene múltiples dientes y esporas de ácido si se le dispara allí saltara el ácido es muy resistente y armado con un ancla sus movimientos son idénticos a los del majini verdugo tiene un punto débil en su espalda que es un ojo.(solo aparece en perdido en un mar de pesadillas de la edición dorada).
Camión
Es un camión conducido por majinis con el objetivo de atropellarte o los demás majinis que te lancen cosas los de la sabana están cubietos con madera por lo cual hay que tirar la madera para darle al conductor o hacerlo estallar.

## Organizaciones
Todas las siguientes organizaciones son ficitcias, fueron creadas solo para el juego. La corporación Umbrella aparece desde el primer juego de la saga, mientras que Tricell tiene su primera mención en la película Resident Evil: Degeneration.
B.S.A.A.
Fue fundada tras la caída de Umbrella y después que las naciones del mundo y las empresas farmacéuticas se unieran para luchar contra el bioterrorismo y la proliferación de armas biológicas. Tiene diferentes divisiones repartidas por todo el mundo: B.S.A.A. Norteamérica, Centro América, África Occidental, África Oriental, Medio Oriente, Europa, Lejano Oriente, Sudamérica y Oceanía.
Umbrella
Fue fundada en 1968 por Lord Ozwell E. Spencer, Edward Ashford y James Marcus. Era la más grande empresa farmacéutica en todo el mundo y usaba como tapadera la creación y venta de productos médicos y farmacéutica cuando realmente sus fundadores la hicieron para la creación y desarrollo de armas biológicas. A finales de septiembre de 1998 ocurrió el brote de T-virus en Raccoon City y Umbrella logró evadir su culpa, fue hasta cinco años después que Umbrella fue dada culpable por los crímenes tras el incidente de Raccoon City y el gigante farmacéutico fue privado de sus actividades empresariales por parte del Gobierno de los Estados Unidos, lo que provocó su caída y el último de sus fundadores que quedaba con vida, Ozwell E. Spencer, se convirtió en uno de los hombres más buscados por las autoridades mundiales.
Tricell
Son un conjunto de tres corporaciones que se unieron en la década de los 60s para formar Tricell, casi igual a Umbrella Inc., cuyo principal negocio eran los viajes marítimos y la exploración, más tarde pasando la unión de las aglomeraciones de tres empresas que se unirían para formar Tricell se inició un negocio en la genética pero eran claramente opacados por el gigante farmacéutico Umbrella, sin embargo, Umbrella cayó y a partir de ese momento Tricell, bajo el control de la joven y brillante Excella Gionne, se convierten por 5 años en la nueva corporación farmacéutica de mayor poder mundial, durante el periodo Tricell división africana se dedicó a la experimentación con el virus Progenitor, descubierto en un principio por el primer Travis pero robado por Ozwell E. Spencer. Años después, tras la caída de Umbrella, Albert Wesker se puso en contacto con Excella Gionne, quien por esos años recién había completado sus estudios, nótese que entre Wesker y Excella hay 22 años de diferencia, Wesker incitó a Excella a tomar el control de Tricell Inc., es notable que aunque Wesker tenía en su poder las muestras de todos los virus no tenía el dinero y el equipo suficiente para dar su paso final, la creación de Uroboros, así que llenó de falsas promesas a Excella, incluso le prometió que la convertiría en su reina cuando contagiara al mundo con el Uroboros, por algún motivo Excella confió en él, quizás era poe el afecto que sentía, y es entonces que decide reabrir un antiguo laboratorio de Umbrella en África que fue creado en los '60 para la experimentación con el virus Progenitor y que después fue reabierta y acondicionada por Tricell para la experimentación y creación del Uroboros, durante 5 años Tricell experimentó y perfeccionó el Uroboros, es ahí donde inicia la historia de Resident Evil 5, se supone que con la muerte de Excella y Wesker, Tricell cayó igual a Umbrella, pero esto no se sabe con verdad hasta que Capcom lo confirme.

## Sistema de juego
Resident Evil 5 se caracteriza por poseer un sistema de juego similar a Resident Evil 4, con controles sensibles al contexto y escenas dinámicas donde se debe presionar una serie de botones para sobrevivir o esquivar ataques de los enemigos. El jugador puede controlar a Chris Redfield o a Sheva Alomar de manera similar al juego antecesor. El ambiente donde se desarrollan los hechos juegan un papel muy importante para la trama. El minijuego de los mercenarios el cual aparece en los anteriores juegos de Resident Evil, está presente en esta entrega. En su fecha de lanzamiento, el modo multijugador estuvo fuera de línea, el problema se resolvió cuando la compañía nipona diseñó un parche para arreglar dicha carencia.
En vez de zombis, los enemigos del juego se llaman «Majini». Al igual que Resident Evil 4, estos enemigos poseen las mismas características de los «Ganados» ya que pueden hablar, correr, esquivar disparos y manejar armas tanto de fuego como blancas. El número de armas se incrementó en comparación con los anteriores juegos de la serie, en la actualidad hay diversas variedades de pistolas, escopetas, ametralladoras y rifles de asalto. Uno de los cambios significativos es la ejecución del juego mientras que el jugador esté manipulando su inventario, a comparación de otros juegos de la franquicia este se pausaba para tener más tranquilidad a la hora de manejar el inventario mientras que en Resident Evil 5 no.
Resident Evil 5 cuenta con algunos elementos para jugar en línea, el modo historia posee la opción de modo cooperativo, donde dos personas pueden disfrutar del juego tomando el control de Chris y Sheva, esta característica les permite entrar o salir de la partida en cualquier momento sin comenzar desde el principio.

## Banda sonora
La música para el videojuego fue compuesta por Kota Suzuki. Su puntuación fue electrónica, e incluye quince minutos de orquesta de relieve, que fue grabada en Los Ángeles en la puntuación de la fase Newman en los estudios 20th Century Fox con un conjunto de ciento tres piezas de la Hollywood Studio Symphony. Disposiciones adicionales para orquesta compuesta por Wataru Hokoyama, quien la dirigió. Capcom registra en Los Ángeles porque quería una calidad de sonido de Hollywood que aumentaría el valor del juego de cine y de interés mundial.
La banda sonora del juego cuenta con un tema musical original, así como composiciones de la música orquestal en directo; el tema musical está compuesto por Kota Suzuki y cantada por Oulimata Niang.

## Demo
El demo de Resident Evil 5 salió como exclusiva temporal para la consola de Microsoft el 5 de diciembre de 2008 en el bazar japonés de Xbox Live. Aunque salió únicamente para este país, mucha gente se hizo una cuenta de Xbox Live japonesa para poder llegar a descargársela. El demo también salió para Europa, aunque sólo para la consola Xbox Live el 26 de enero de 2009. Con el tiempo, también llegó a salir en PlayStation Network, tanto en la versión japonesa como en la europea, el 5 de febrero de 2009.
Para PC se publicó un benchmark, una prueba técnica no jugable, solo para determinar si una PC puede correrlo.

## Ediciones

### Collector's Edition
Aproximadamente dos meses antes de la salida de Resident Evil 5, Capcom anunció la salida de la Edición del Coleccionista, que saldría al mismo tiempo que la edición convencional del juego. En total, salieron cuatro diferentes tipos de ediciones limitadas:
- Collector's Edition PAL (edición europea). Contiene: Juego, steelbook, y "making of the game".
- Collector's Edition NTSC (edición norteamericana). Contiene: Juego, steelbook, "making of the game", collar de Kijuju, parche de la BSAA, figura de Chris Redfield, y una mochila tipo mensajero con el logo de Tricell.
- Collector's Edition JAP (edición japonesa). Contiene: Juego, caja especial, bandolera, artbook, USB con motivo de Virus de Tricell.
- Collector's Edition Asia (edición asiática). Contiene: Juego, artbook, "making of the game" (3 discos), USB con forma de motosierra.

### Alternative Edition/Gold Edition
Durante la conferencia de prensa de Sony en el Tokyo Game Show 2009, Capcom anunció Biohazard 5: Alternative Edition (B5: Edición alternativa), renombrado en EE. UU. y Europa como Resident Evil 5: Gold Edition (RE5: Edición oro), con fecha de lanzamiento para Japón en la primavera de 2010 para las consolas PlayStation 3 y Xbox 360. La versión para PlayStation 3 incorpora compatibilidad con el mando de movimiento PlayStation Move. Incluirá un nuevo escenario llamado "Lost in Nightmares" ("Perdidos en un mar de pesadillas") y otro denominado "Desperate Escape" ("Evasión a la desesperada"). El primero de estos trata del momento en que los protagonistas Chris Redfield y Jill Valentine se infiltraron en la mansión de Ozwell E. Spencer, hecho acaecido en 2006. El segundo escenario relata la aventura que vivieron Jill Valentine y Josh Stone tratando de escapar de las instalaciones de Tricell para, de esta forma, llegar al helicóptero que los rescataría. Incorpora, además, todo el contenido descargable sin coste adicional.
El formato utilizado para Europa es el de descarga (DLC), España contará del formato físico a finales de 2010, mientras que para América, además de descargas, hay un formato físico llamado Resident Evil 5: Gold Edition. Este fue puesto a la venta el 12 de marzo de 2010.
Además de los dos capítulos anteriormente mencionados, estarán disponibles otros extras, como el denominado The Mercenaries Reunion, que contará con más personajes para el modo Mercenarios e incluirá el modo Versus. La modalidad de juego será la misma a la ya vista en los Mercenarios, pero se contará con más trajes para los protagonistas, así como nuevas figuras de colección. Por otra parte, el modo de juego es el mismo que el visto en el Resident Evil 5 original. Serán en total 8 los nuevos personajes a jugar en el The Mercenaries Reunion, divididos en 4 paquetes de descargas. Dos nuevos personajes se incluyen en el paquete que incluye el capítulo "Lost in Nightmares" y otros dos con el escenario "Desperate Escape". Por otro lado, los otros cuatro vienen en paquetes diferentes.
Los nuevos personajes en el The Mercenaries Reunion son:
- Excella Gionne
- Barry Burton
- Josh Stone
- Rebecca Chambers

Paquete de trajes 1:
- Chris Redfield (Heavy Metal, "Exoesqueleton")
- Sheva Alomar (Empresaria, "Business")

Paquete de trajes 2:
- Chris Redfield (Guerrero, "Warrior")
- Sheva Alomar (Cuento de Hadas, "Fairy Tale")

### Edición 20° Aniversario
El 25 de febrero de 2016, con motivo de las celebraciones por el 20° Aniversario de la saga Resident Evil, Capcom anunció que relanzará la segunda trilogía de juegos (4, 5 y 6) para las consolas de octava generación. Dichos juegos saldrán periódicamente durante el 2016, vendrán en formato digital e incluirán todo el contenido DLC vigente hasta la fecha.
La reedición de Resident Evil 5 se estrenó el 28 de junio de 2016 para PlayStation 4 y Xbox One. Dicha versión contendrá todo el contenido DLC del juego: las dos campañas adicionales a la historia, "Lost in Nightmares" y "Desperate Escape", y el modo "The Mercenaries United" que incluye el "The Mercenaries" original y las expansiones "The Mercenaries Reunion" y "The Mercenaries Unlimited", esta última hasta entonces exclusiva de PC. Una versión física del juego saldrá a la venta el 12 de julio de 2016, aunque sólo estará disponible en Norteamérica.

## Ventas
En su primera semana de estreno, el juego logró posicionarse en el puesto número 1 en Estados Unidos, México, Canadá, Reino Unido, Japón y España, mientras que en países como Australia, Francia, Inglaterra, Italia, Corea, China y Taiwán se logró posicionar en el Top 10, con unas ventas que superaban las 2.3 millones de ventas en su primera semana. Durante el mes de marzo, Resident Evil 5 vendió casi un millón de copias para la versión de xBox 360 con 938.000 unidades vendidas, mientras que para la versión de PlayStation 3 las ventas fueron de 1,356.000 copias. El juego ha vendido más de 6 millones de copias hasta la fecha.

### Recepción
Los comentarios y críticas de Resident Evil 5 fueron muy positivos en general. La Revista Oficial Xbox le otorgó un 9/10 felicitando el ritmo del juego y la mejora de los gráficos. X-Play señaló que los gráficos de Resident Evil 5 eran excepcionales, pero expresó su decepción pensando que este tendría un poco de Resident Evil 4. Game Informer le dio una puntuación de 9.5/10 diciendo que Resident Evil 5 tenía los mejores gráficos de cualquier juego hasta la fecha.
En resumen, a muchos críticos de revistas y sitios web les gustó las modificaciones del juego, gráficos y por supuesto, la partida Mercenarios, pero los fanes no tuvieron el mismo punto de vista ya que el juego fue más allá de lo que era anteriormente.

### Controversias
Aunque muchos críticos dieron calificaciones positivas, algunos se quejaron de la trama o el argumento de Resident Evil 5, ya que muchos afirmaron que este promovía el odio racial contra la gente de raza negra. Incluso, en el primer tráiler del juego, a algunos les perturbó una escena en la que Chris Redfield disparaba contra aldeanos del pueblo africano que estaban huyendo.
En el 2008, los productores del juego decidieron sacar un segundo tráiler menos explícito, pero esto no convenció a muchos. El productor Jun Takeuchi se sorprendió al ver la gran controversia que desencadenó Resident Evil 5. Incluso afirmó que “eso no era lo que él quería”. Una vez estrenado el juego en 2009, no se tocó mucho el tema, ya que Capcom prometió “no desarrollar más juegos que promovieran el odio racial”.

## Secuela
El 19 de enero de 2012 salió a la luz el primer tráiler oficial de Resident Evil 6, en el cual se muestra a Chris Redfield y a Leon Kennedy como personajes jugables, haciéndolo el primer Resident Evil en tener a ambos protagonistas de la saga principal juntos. En dicho tráiler se logra ver a Leon Kennedy apuntando a un zombi, que finalmente se revela que es el Presidente de los Estados Unidos y varios flashbacks, en donde se conoce que el juego toma lugar 15 años después de Raccoon City, de hecho esto es 4 años después de Resident Evil 5, después pasa a Chris Redfield diciendo que no puede escapar de su destino -se entiende que la historia se desarrolla en E.U.A y China, donde ocurren ataques bioterroristas-, igualmente además de los protagonistas se logra ver a Sherry Birkin de Resident Evil 2 y un hombre rapado que revela ser el hijo de Albert Wesker, Jake Muller. A lo largo del tráiler, igualmente se ven zombis, Plagas y nuevos enemigos llamados J'avos, un gigante y un monstruo al estilo G-virus. La fecha de salida estaba prevista para el 20 de noviembre del 2012, pero se adelantó para el 2 de octubre en el segundo tráiler para PlayStation 3 y xbox 360.

## Polémicas
Resident Evil 5 trailer E3 de 2007 fue cuestionado por su descripción de un protagonista blanco matando a los enemigos "negros" en una pequeña aldea africana. El editor de Newsweek N'Gai Croal comenzaron las críticas, diciendo: "Hubo un montón de imágenes en ese tráiler que encajaba con las imágenes clásicos racistas". Reconoció que sólo la vista previa había sido liberada.[cita requerida]
El segundo tráiler del juego, lanzado el 31 de mayo de 2008, reveló un grupo de más diversidad racial de los enemigos, así como de Sheva, una agente de la BSAA que asiste al protagonista. Sin embargo, el diseñador Jun Takeuchi ha negado que las quejas sobre el racismo ha tenido algún efecto en la alteración del diseño de Resident Evil 5. Takeuchi comentó que los productores del juego se vieron sorprendidos por la polémica. En una entrevista con MTV (MTV News), explicó que el personal de Capcom es de diversas razas, y reconoció que diversas culturas pueden tener diferentes opiniones sobre el remolque. En una entrevista con la computadora y los videojuegos, el productor Masachika Kawata también comentó sobre el tema, diciendo: 

No podemos complacer a todos, estamos en el negocio del entretenimiento. No estamos aquí para manifestar nuestra opinión política o algo por el estilo. Es lamentable que algunas personas se sintieron así."
Masachika Kawata

En febrero de 2009 Eurogamer dio una vista previa de Resident Evil 5, Dan Whitehead expresó su preocupación acerca de la controversia que el juego puede generar, afirmando que "juega tan descaradamente en los viejos clichés del continente negro". "Peligroso y primitivo deseo de sus habitantes que puedo jurar el juego ha sido escrito en la década de 1920" y "hay imágenes aún más infames y obsoletas que se encuentran más adelante en el juego, cosa que me sorprendió sinceramente ver en 2009". El artículo también afirma que la adición de la piel clara a Sheva "agrava el problema en lugar de aliviarlo."
Glenn Bowman, profesor titular de Antropología Social de la Universidad de Kent, Canterburyhas declaró que él no cree que Resident Evil 5 sea racista. Bowman agregó que el juego presenta un tema anti-colonial. Una escena en particular en el juego dijo, que mostraba a un hombre negro arrastrando a una mujer blanca gritando, se presentó para su evaluación a la Junta Británica de Clasificación de Películas (BBFC), que considera que no son racistas. Sue Clark, Jefa de Comunicación de la BBFC, declaró: "Nos tomamos muy en serio el racismo, pero en este caso no hay ningún problema".